# Erland Waltner
Erland Waltner (* 7. Juli 1914 in Hurley; † 12. April 2009 in Goshen) war ein mennonitischer Theologe.

## Leben
Erland Waltner absolvierte 1935 das Bethel College in North Newton, Kansas. 1938 beendete er seine pastorale Ausbildung am Biblical Seminary in New York City. Von 1941 bis 1949 war Waltner Pastor der Bethel Mennonite Church in Mountain Lake, Minnesota. 1949 führte er Bibel- und Religionskurse am Bethel College durchzuführen. Von 1958 bis 1978 war Waltner Präsident und Professor am Mennonite Biblical Seminary.

## Schriften (Auswahl)
- Learning to understand the mission of the church. Newton 1968, OCLC 3173.
- 1-2 Peter, Jude. Scottdale 1999, ISBN 0-8361-9118-8.